# Hey There Delilah
Hey There Delilah ist ein Lied der US-amerikanischen Pop-Punk-Band Plain White T’s aus dem Jahr 2007. 

## Entstehung und Veröffentlichung
Das Lied wurde von Plain-White-T’s-Mitglied Tom Higgenson geschrieben und komponiert. Für die Produktion zeichnete Ariel Rechtshaid verantwortlich.
Die Erstveröffentlichung von Hey There Delilah erfolgte als Single durch Fearless Records am 9. Mai 2006 in den Vereinigten Staaten. Am 12. September 2006 erschien als Teil von Every Second Counts, dem vierten Studioalbum von Plain White T’s.

## Musikvideo
Das dazugehörige Musikvideo entstand unter der Regie von Jay Martin. Die Hauptrolle verkörperte Higgenson, das titelgebende Mädchen „Delilah“ wurde von Melissa McNelis dargestellt. Es wurde am 27. Januar 2007 auf YouTube hochgeladen und zählte bis Januar 2024 über 110 Millionen Aufrufe.

## Kommerzieller Erfolg

### Chartplatzierungen
| ChartsChartplatzierungen       | Höchstplatzierung | Wochen |
| ------------------------------ | ----------------- | ------ |
| Deutschland (GfK)              | 1 (26 Wo.)        | 26     |
| Österreich (Ö3)                | 2 (22 Wo.)        | 22     |
| Schweiz (IFPI)                 | 9 (35 Wo.)        | 35     |
| Vereinigte Staaten (Billboard) | 1 (35 Wo.)        | 35     |
| Vereinigtes Königreich (OCC)   | 2 (35 Wo.)        | 35     |

| ChartsJahrescharts (2007)      | Platzierung |
| ------------------------------ | ----------- |
| Deutschland (GfK)              | 23          |
| Österreich (Ö3)                | 37          |
| Schweiz (IFPI)                 | 54          |
| Vereinigte Staaten (Billboard) | 7           |
| Vereinigtes Königreich (OCC)   | 14          |

| ChartsJahrescharts (2008) | Platzierung |
| ------------------------- | ----------- |
| Deutschland (GfK)         | 98          |

| ChartsJahrescharts (2000–2009) | Platzierung |
| ------------------------------ | ----------- |
| Vereinigte Staaten (Billboard) | 97          |

### Auszeichnungen für Musikverkäufe
| Land/Region                  | Auszeichnungen für Musikverkäufe (Land/Region, Auszeichnung, Verkäufe) | Verkäufe  |
| ---------------------------- | ---------------------------------------------------------------------- | --------- |
| Australien (ARIA)            | Platin                                                                 | 70.000    |
| Brasilien (PMB)              | Gold                                                                   | 30.000    |
| Dänemark (IFPI)              | Platin                                                                 | 90.000    |
| Deutschland (BVMI)           | Platin                                                                 | 300.000   |
| Italien (FIMI)               | Platin                                                                 | 50.000    |
| Kanada (MC)                  | 3× Platin                                                              | 120.000   |
| Neuseeland (RMNZ)            | 4× Platin                                                              | 120.000   |
| Vereinigte Staaten (RIAA)    | 4× Platin                                                              | 4.000.000 |
| Vereinigtes Königreich (BPI) | 3× Platin                                                              | 1.800.000 |
| Insgesamt                    | 1× Gold · 18× Platin ·                                                 | 6.580.000 |

## Coverversionen (Auswahl)
Die US-amerikanische Sängerin und Schauspielerin JoJo interpretierte das Lied im R&B-Stil auf ihrer The High Road-Tournee.